# Ilmajoki

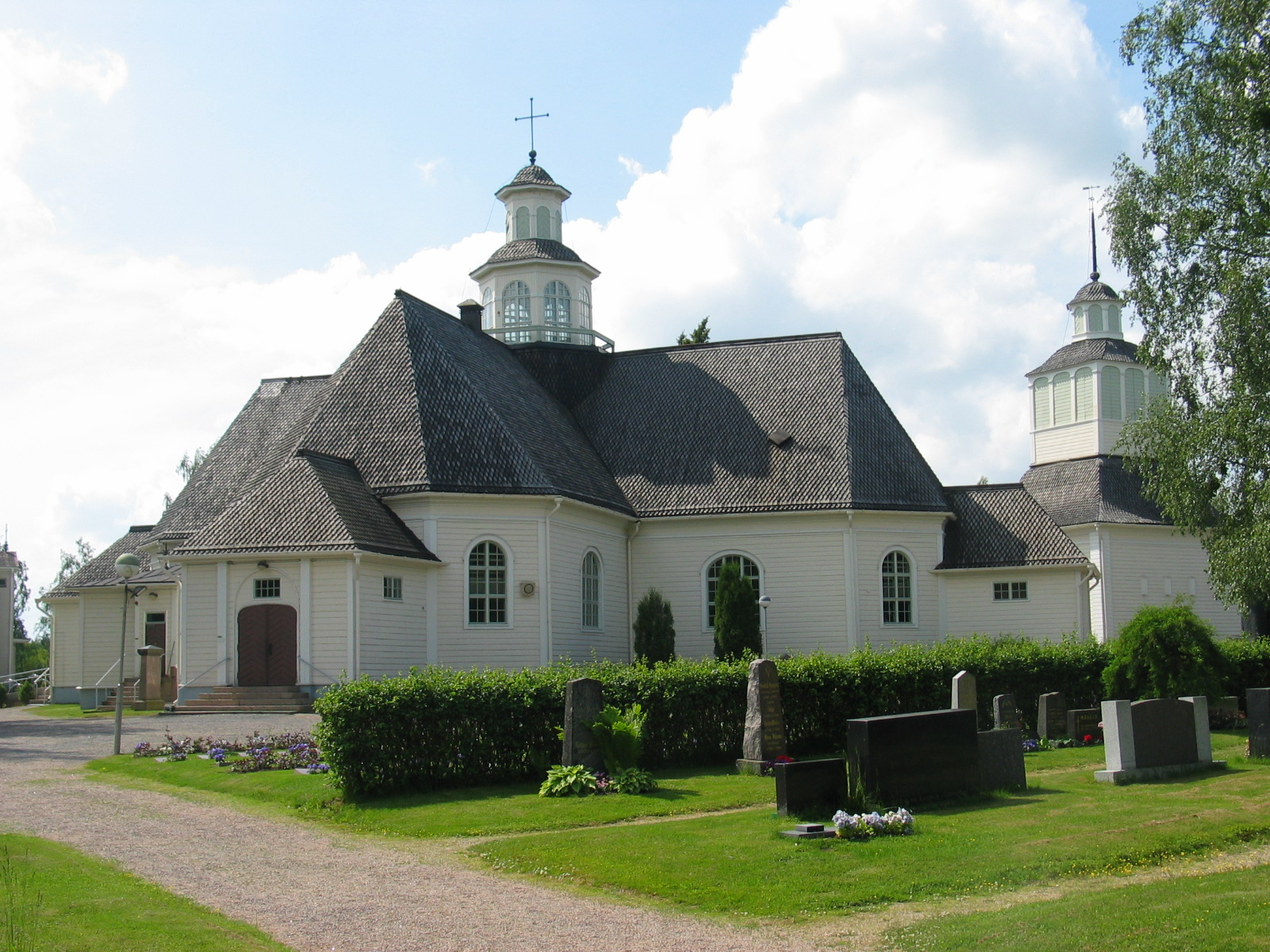
Nhà thờ ở Ilmajoki

Huy hiệu của Ilmajoki

Ilmajoki (pronunciation IPA: [ˈilmɑjoki]; tiếng Thụy Điển: Ilmola [ilmolɑ]) là một đô thị của Phần Lan.
Vị trí ở tỉnh Tây Phần Lan trong vùng Nam Ostrobothnia. Đô thị này có dân số 11.523 (9/2006) và diện tích 580 km² trong đó có 3,05 km² là diện tích mặt nước. Mật độ dân số là 19,37 người trên mỗi km².
Dân đô thị này chỉ sử dụng tiếng Phần Lan
Nhân vật nổi tiếng người Ilmajoki gồm Tero Pitkämäki, Marko Yli-Hannuksela và Jaakko Ilkka.

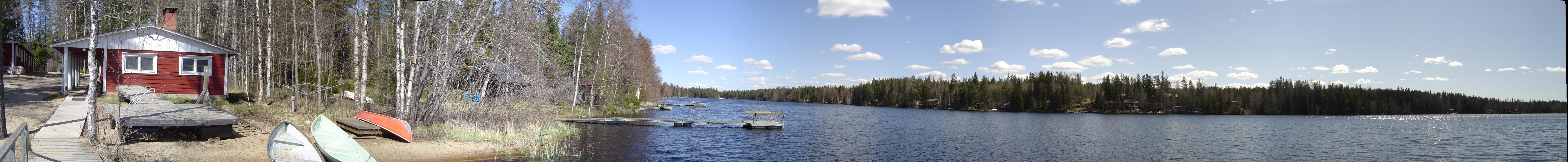
Kalajaisjärvi, một trong các hồ ở Ilmajoki.